# The Prisoner of Shark Island
The Prisoner of Shark Island is een Amerikaanse dramafilm uit 1936 onder regie van John Ford. De film werd destijds in Nederland uitgebracht onder de titel De gevangene van het haaieneiland.

## Verhaal
Een paar uur na de moord op president Lincoln verzorgt dr. Samuel Mudd een gewonde man. Hij weet op dat ogenblik niet dat hij John Wilkes Booth behandelt. Als de autoriteiten erachter komen dat hij de moordenaar van de president heeft geholpen, wordt hij veroordeeld tot levenslang.

## Rolverdeling
| Acteur              | Personage                     |
| ------------------- | ----------------------------- |
| Warner Baxter       | Dr. Samuel Mudd               |
| Gloria Stuart       | Peggy Mudd                    |
| Claude Gillingwater | Kolonel Dyer                  |
| Arthur Byron        | Mijnheer Erickson             |
| O.P. Heggie         | Dr. McIntyre                  |
| Harry Carey         | Commandant van Fort Jefferson |
| Francis Ford        | Korporaal O'Toole             |
| John McGuire        | Luitenant Lovett              |
| Francis McDonald    | John Wilkes Booth             |
| Douglas Wood        | Generaal Ewing                |
| John Carradine      | Sergeant Rankin               |
| Joyce Kay           | Martha Mudd                   |
| Fred Kohler jr.     | Sergeant Cooper               |
| Ernest Whitman      | Buck Milford                  |
| Paul Fix            | David Herold                  |